# CTK – CiTylinK
CiTylinK Airlines es una aerolínea con base en Acra en Ghana.
Además de los vuelos regulares ofrece servicios de Ambulancia Aérea, vuelos ejecutivos y servicios de fotografía aérea en el oeste de África.
CTK Flight Academy proporciona entrenamiento de pilotos y habilitaciones de todos los aviones en la flota de CTK.

## Destinos
- Ghana
  - Acra (Aeropuerto Internacional Kotoka)
  - Kumasi (Aeropuerto de Kumasi)
  - Sunyani (Aeropuerto de Sunyani)
  - Takoradi - (Aeropuerto de Takoradi)
  - Tamale - (Aeropuerto de Tamale)

## Historia
CTK Citylink tiene catorce años de existencia y es la aerolínea en activo más antigua de Ghana.
Los vuelos regulares domésticos en Ghana fueron introducidos el 18 de septiembre de 2003 bajo el nombre de CiTylinK Airlines.

## Flota
La flota de CTK - CiTylinK incluye los siguientes aviones (a diciembre de 2010):
- 1 Beechcraft Baron
- 2 Cessna 172
- 1 Cessna 175
- 1 Cessna 206
- 1 Cessna 414
- 1 Let L-410 Turbolet
- 2 Saab 340A utilizado para vuelos regulares
- 1 Hawker 900XP